# Bataille de Guayabo
Pour les articles homonymes, voir bataille de Guayabo.
 (février 2021).
Batailles
- Fortín
- Las Cumbres
- 1er Puebla
- Barranca Seca
- Cerro del Borrego
- Tampico
- 2e Puebla
- Atlixco
- San Pablo del Monte
- San Lorenzo
- Totoapan
- Morelia
- Campeche
- Veranos
- Tacámbaro
- La Loma
- Parral
- Chihuahua
- Álamos
- Ixmiquilpan
- Bagdad
- Camargo
- Miahuatlán
- Carbonera
- Guayabo
- Villa de Álvarez
- San Jacinto
- Querétaro

La bataille de Paso El Guayabo (ou de Tonila) a eu lieu le 10 novembre 1866 dans la ville mexicaine d'El Guayabo à Tonila, dans l'État de Jalisco, entre l'armée de la République mexicaine et l'armée du Second Empire mexicain.
Le lieutenant-colonel Alfred Berthelin est arrivé près de Colima depuis Guadalajara afin d'éliminer les guérilleros du colonel Julio García.  Le colonel Garcia était au courant des plans du lieutenant-colonel français, il a divisé ses forces en donnant le commandement de la colonne principale à Ignacio Zepeda.
Quelques coups de feu ont été échangés à la pointe des forces de Berthelin, puis Zepeda a simulé la fuite des forces mexicaines. Ses poursuivants sont tombés dans le piège qui leur avait été tendu. Après plusieurs heures de combat, les républicains sont victorieux. Berthelin et 70 de ses hommes environ ont été tués au cours des combats.